# کیم یون جی
کیم یون جی (کره‌ای: 김연지؛ زادهٔ ۳۰ اکتبر ۱۹۸۶) خوانندگی اهل کره جنوبی است. وی از سال ۲۰۰۶ میلادی تاکنون مشغول فعالیت بوده است.